# وينستون إي. ويليس
وينستون إي. ويليس (بالإنجليزية: Winston E. Willis)‏ هو شخصية أعمال أمريكي، ولد في 21 أكتوبر 1939.